# 174 av. J.-C.
Cette page concerne l'année 174 av. J.-C. du calendrier julien proleptique.

## Événements
- 6 décembre 175 av. J.-C. (15 mars 580 du calendrier romain) : début à Rome du consulat de Spurius Postumius Albinus Paullulus et Quintus Mucius Scævola[1].
  - Le Sénat romain envoie une commission qui réussit à arrêter la guerre civile en Étolie[2].
  - Victoire du propréteur Appius Claudius Centho contre les Celtibères en Espagne[2] ; il obtient les honneurs du triomphe[1].
  - Censure de Quintus Fulvius Flaccus et Aulus Postumius Albinus ; ils ordonnent le pavement des rues de Rome et l'installation d'une assise de gravier sur les routes à l'extérieur de la ville, ainsi que de leurs accotements[1]. Recensement : Rome compte 269 015 citoyens[3].
- 25 février (5 juin 579 du calendrier romain)[1] : des ambassadeurs romains de retour de Carthage indiquent que le sénat de Carthage a reçu de nuit une ambassade de Persée de Macédoine ; l'information donnée par Tite-Live semble être de la propagande romaine postérieure contre Persée[4].

- 1er mai : éclipse lunaire observée à Alexandrie[5].

- Massinissa occupe 70 villes et lieux fortifiés sur le territoire de Carthage de 174 à 172 av. J.-C. Le Sénat romain envoie des commissions en Afrique, mais reporte sa décision pour donner le temps aux Numides de se justifier, et une lacune dans le texte de Tite-Live pour l'année 171 av. J.-C. ne permet pas de la connaitre[4].
- Persée de Macédoine soumet les Dolopes qui voulaient en appeler à Rome. Il se rend à Delphes avec une forte escorte armée pour participer aux Pythia. Il se rapproche de la Ligue achéenne, leur promet de leur restituer leurs esclaves fugitifs si eux-mêmes ouvrent leur territoire aux Macédoniens, mais sans succès[6]. En 174 ou 173, il conclut un traité d'alliance avec la Béotie[7].

- Début du règne de Laoshang (en), empereur (chan-yu) des Xiongnu (fin en 161 av. J.-C.). Il vainc définitivement les Yuezhi du Gansu (174/165 av. J.-C.). Les Yuezhi, chassés vers l’ouest, s’établissent dans la région de l’Oxus[8].
- Laoshang fait une coupe à boire avec le crâne du roi Yuezhi vaincu, pratique qu’Hérodote note chez les Scythes[9].

- La construction du temple colossal de Zeus Olympien (Olympieion), financée par Antiochos Épiphane, commence à Athènes[10].

## Décès
- Titus Quinctius Flamininus, homme politique et général romain.

Victimes de l'épidémie de peste :
- Cnaeus Servilius Caepio, pontife
- Tiberius Sempronius Longus, decemvir
- Publius Aelius Paetus, augure

- Modu, empereur (chan-yu) des Xiongnu.